# فرودگاه سمبریگی
فرودگاه سمبریگی (به انگلیسی: Samberigi Airport) یک فرودگاه با کد یاتا SWE است . این فرودگاه در کشور پاپوآ گینه نو قرار دارد و در ارتفاع ۱۱۵۸ متری از سطح دریا واقع شده است.